# 2030'erne
|  | Denne artikel beskriver en fremtidig begivenhed Denne artikel eller sektion handler om planlagt eller forventet fremtidig begivenhed. Der kan forekomme spekulativ information, og indholdet kan ændres dramatisk når begivenheden nærmer sig og mere information bliver tilgængelig. |

Århundreder: 20. århundrede – 21. århundrede – 22. århundrede
Årtier: 1980'erne 1990'erne 2000'erne 2010'erne 2020'erne 2030'erne 2040'erne 2050'erne 2060'erne 2070'erne 2080'erne
År: 2030 2031 2032 2033 2034 2035 2036 2037 2038 2039

## Forudsigelser inden for rumfart
NASA vil sende mennesker til Mars i 2030, sammen med SpaceX
I 2038 ankommer Nasa's Trident-rumfartøj til Neptun
I 2030'erne vil Nasa bruge Orion-rumfartøjet ved hjælp af Space Launch System (SLS) til at sende mennesker til Mars

## Forudsigelser og planlagte hændelser
- Danmark vil være 70 pct. klimaneutral i 2030[4]
- I 2032 afholdes Sommer-OL 2032.
- I 2030 vil UNDP være bæredygtige.[5]
- I 2034 vil der være Camelopardalis meteorregn i Oktober.[6]
- I 2036 vil der afholdes OL i Indonesien.[7]